# Hoa cát tường
Hoa cát tường hay hoa lan tường (danh pháp hai phần: Eustoma russellianum) là loài hoa thuộc họ Long đởm. Trước đây tên khoa học của nó là Eustoma grandiflorum.

## Miêu tả
Hoa cát tường có hình chuông, cánh hoa màu hồng, xanh hoặc trắng, mỗi cây có một hoa. Tùy theo giống và thổ nhưỡng, cây hoa cát tường có thể là cây hàng năm, cây hai năm hoặc cây lâu năm.

## Hình ảnh

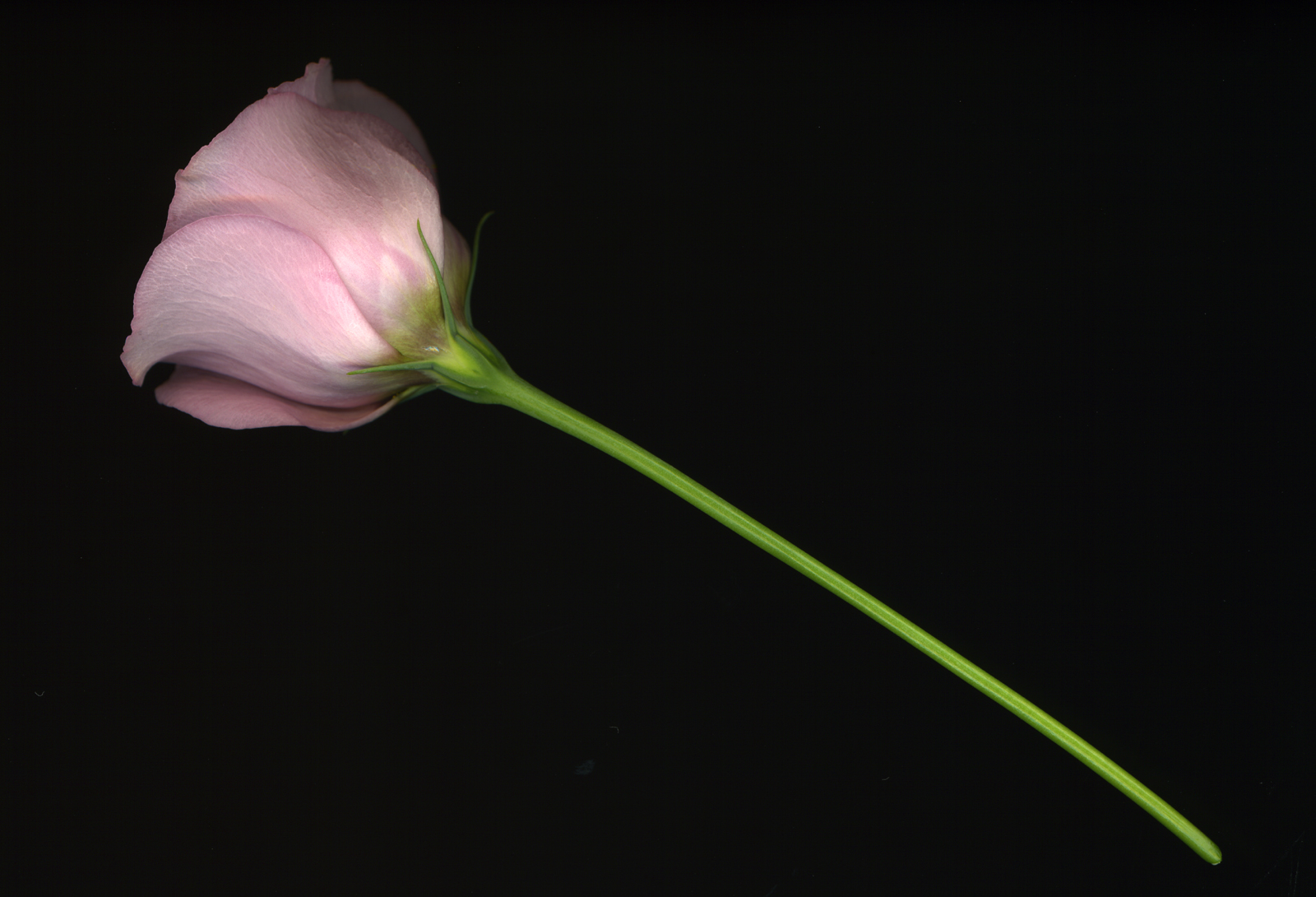

## Danh sách bệnh hại trên hoa cát tường
| Bệnh nấm                | Bệnh nấm                           |
| ----------------------- | ---------------------------------- |
| Botrytis blight         | Botrytis cinerea                   |
| Cercospora leaf spot    | Cercospora eustomae                |
| Curvularia blotch       | Curvularia sp.                     |
| Downy mildew            | Peronospora chlorae                |
| Fusarium stem rot       | Fusarium solani Fusarium avenaceum |
| Fusarium wilt           | Fusarium oxysporum                 |
| Phyllosticta leaf spot  | Phyllosticta sp.                   |
| Pythium root rot        | Pythium sp.                        |
| Rhizoctonia stem rot    | Rhizoctonia solani                 |
| Sclerophoma stem blight | Sclerophoma eustomis               |

### Bệnh virus và viroid
| Viral and viroid diseases | Viral and viroid diseases                              |
| ------------------------- | ------------------------------------------------------ |
| Bean yellow mosaic        | genus Potyvirus, Bean yellow mosaic virus (BYMV)       |
| Cucumber mosaic           | genus Cucumovirus, Cucumber mosaic virus (CMV)         |
| Impatiens necrotic spot   | genus Tospovirus, Impatiens necrotic spot virus (INSV) |
| Lisianthus necrosis       | Lisianthus necrosis virus (LNV)                        |
| Tobacco mosaic            | genus Tobamovirus, Tobacco mosaic virus (TMV)          |